# SEED (cifrario)
SEED è un algoritmo di cifratura a blocchi sviluppato in Corea del Sud ed ampiamente usato nel paese asiatico. Si è diffuso dopo che i precedenti metodi di cifratura a 40 bit si sono dimostrati poco sicuri e il governo sudcoreano ha deciso di sviluppare un proprio standard di cifratura più robusto. Tuttavia l'algoritmo non è supportato dalle più diffuse librerie SSL/TSL ed è pertanto necessario usare un controllo ActiveX su Internet Explorer per utilizzare il cifario durante la navigazione su Internet.
A partire dal 2015 il governo sudcoreano si è impegnato a rimuovere la dipendenza da ActiveX sui maggiori siti web del paese e a sostituirla con tecnologie basate su HTML5.

## Caratteristiche tecniche
SEED è un cifrario di Feistel a 16 cicli con blocchi a 128 bit e chiavi a 128 bit e usa due S-Box di dimensione 8×8.

## Adozione
SEED è stato incluso in diversi protocolli standard, tra cui S/MIME, SSL/TSL, IPsec e ISO/IEC 18033-3:2010.
È stato supportato da Mozilla Firefox dalla versione 3.5.4 alla 27, quando è stato rimosso a causa dello scarso utilizzo del browser in Corea del Sud.
È inoltre supportato dal kernel Linux dal 2007.